# Flintglas
Flintglas is een glassoort met een hoog gehalte aan loodoxide. In de optica verstaat men onder flintglas optische glassoorten met een getal van Abbe kleiner dan 50.

## Typische samenstelling
- Kwarts (SiO2): ca. 62 %
- Natriumoxide (Na2O): ca. 6 %
- Kaliumoxide (K2O): ca. 8 %
- Lood(II)oxide (PbO): ca. 24 %

Afhankelijk van het loodgehalte spreekt men van licht flintglas, flintglas of zwaar flintglas.
Inmiddels is het ook mogelijk de optische eigenschappen van flintglas te realiseren zonder toevoeging van lood. Toch zijn deze loodvrije soorten flintglas vaak minder lichtdoorlatend. Om die reden staat de EU-richtlijn Gevaarlijke Stoffen (RoHS) het gebruik van loodhoudende optische glassoorten nog gedurende een zekere overgangstijd toe.

## Eigenschappen en toepassingen
Door het hoge loodgehalte heeft flintglas een relatief grote dichtheid van 3,5...4,8 ×103 kg·m−3.
Het heeft een relatief hoge brekingsindex van 1,7...1,9 en een gelijkmatige dispersie. Optische flintglassoorten hebben een brekingsindex in het gebied van 1,5...2,0.
Door het grote verschil in dispersie tussen kroonglas en flintglas kan men een divergerende (negatieve) lens uit flintglas en een convergerende (positieve) lens uit kroonglas opeen kitten tot een zogenaamde achromaat. De kroonglaslens wordt daartoe sterker convergerend gemaakt dan de flintglaslens divergerend is, zodat de combinatie convergeert. De beide lenzen compenseren nu elkaars chromatische aberratie. Dit geldt, afhankelijk van de opbouw, voor twee golflengtes en een bepaalde voorwerpsafstand. Voor andere golflengtes en voorwerpsafstanden is de benadering nog redelijk.
Voor brillen worden flintglassoorten gebruikt met een brekingsindex van 1,7...1,9.
Ook wordt flintglas gebruikt voor gebruiks- en siervoorwerpen, als men wil dat deze kleurig fonkelen. De facetten van het glas werken dan als een prisma, dat het licht in zijn kleuren opsplitst. Men noemt dergelijk glas gewoonlijk kristal.

## Etymologie
Het woord flintglas komt van het Engelse woord flint (= vuursteen). George Ravencroft gebruikte in 1662 vuursteenknollen, die men in de kalkrotsen van Zuidoost-Engeland vond, om zeer zuiver siliciumdioxide te maken, dat als voorloper diende voor het Engelse kristalglas.